# Cantileverbro
En cantileverbro er en særlig type bjælkebro, der er karakteriseret ved at understøtningen af bjælken sker på midten af bjælken. Fordelen ved cantileverbroen er, at den er selvbærende under bygningen og derfor ikke kræver understøtning af stilladser; først bygges bropillerne og herefter udbygges brodækket symmetrisk omkring pillerne. Pillerne bærer hele vægten af broen under konstruktionen, i modsætning til f.eks. en buebro, der først er stabil, når hele buen er bygget.
Brobjælken udviser tension i den øvre del og kompression i den nedre del. Kræfterne er størst ved bropillen og aftager mod enderne af bjælken. Af den årsag er bjælken tykkest omkring bropillen.
I Danmark er f.eks. den gamle Lillebæltsbro, lavbroerne over Storebælt og Vejlefjordbroen typiske eksempler på cantileverbroer.